# Coe's Golden Drop
Coe's Golden Drop es una variedad cultivar de ciruelo (Prunus domestica), de las denominadas ciruelas europeas.
Una variedad de ciruela se dice que fue criado de plántula de hueso por Jervaise Coe de  Bury St Edmunds, condado de Suffolk (Reino Unido)  a fines del siglo XVIII , de  posibles parentales 'Green Gage', fertilizada por 'White Magnum Bonum'.
Las frutas tienen un tamaño medio a grande, color de piel amarillo verdoso o ámbar con estrías más verdosas partiendo de cavidad peduncular, sin chapa, con manchas rojizas o bronceadas no siempre constantes, punteado muy abundante, diminuto, blanquecino, y pulpa de color amarillo verdoso o ámbar, exacto a la piel, transparente, textura semi firme, ligeramente crujiente, fibrosa, poco jugosa, y sabor dulce que tiene un gran aroma.

## Sinonimia
- "Golden Drop",
- "Bury Seedling",
- "Coe's Imperial",
- "Golden Gage",
- "Goutte d'Or",
- "Prune Goutte D'Or De Coe".[4]

## Historia
'Coe's Golden Drop' variedad de ciruela cuyo origen se dice que fue criado de plántula de hueso criada por Jervaise Coe de  Bury St Edmunds, condado de Suffolk (Reino Unido) a fines del siglo XVIII , de posibles parentales 'Green Gage', fertilizada por 'White Magnum Bonum'.
'Coe's Golden Drop' ha sido descrita por : 1. Pom. Mag. 2:57, Pl. 1829.  2. Lond. Hort. Soc. Cat. 144. 1831. 3. Kenrick Am. Orch. 256. 1832. 4. Downing Fr. Trees Am. 273. 1845. 5. Floy-Lindley Guide Orch. Card. 295, 383. 1846. 6. Thomas Am. Fruit Cult. 332, fig. 258. 1849. 7. Mag. Hort. 15:486, 487 fig. 42. 1849. 8. Hovey Fr. Am. 1:81. 1851. 9 Am. Pom. Soc. Cat. 54. 1852. 10. Elliott Fr. Book 410. 1854. 11. Ann. Pom. Belge 43, Pl. 1855. 12; Thompson Gard. Ass't. 515. 1859. 13. Mas Le Verger 6:29, fig. 15. 1866-73. 14. Hogg Fruit Man. 691, 729. 1884. 15. Mathieu Nom. Pom. 425. 1889. 16. Guide Prat. 155, 357. 1895. 17. Oregon Sta. Bul. 45:26 fig. 1897. 18. Colo. Sta. Bul. 50:34. 1898. 19. Am. Pom. Soc. Rpt. 211. 1899. 20. Ohio Sta. Bul. 113:158, Pl. XV. 1899. 21. Mich. Sta. Bul. 169:242, 244. 1899. 22. Waugh Plum Cult. 104 fig. 1901. 23. Va. Sta. Bul. 134:42. 1902. 24. Ohio Sta. Bul. 162:242, 254, 255. 1905.
'Coe's Golden Drop' está cultivada en diversos bancos de germoplasma de cultivos vivos, tales como en National Fruit Collection (Colección Nacional de Fruta) de Reino Unido con el número de accesión: 2003-005 y Nombre Accesión : Coe's Golden Drop. Fue introducida en el "Probatorio Nacional de Fruta" para evaluar sus características en 2003.
'Coe's Golden Drop' está cultivada en el Banco de germoplasma de cultivos vivos de la Estación experimental Aula Dei de Zaragoza. Está considerada incluida en las variedades locales autóctonas muy antiguas, cuyo cultivo se centraba en comarcas muy definidas, que se caracterizan por su buena adaptación a sus ecosistemas, y podrían tener interés genético en virtud de su características organolepticas y resistencia a enfermedades, con vista a mejorar a otras variedades.

## Características
'Coe's Golden Drop' árbol de porte extenso, moderadamente vigoroso, erguido, sus hojas de la planta leñosa son caducas, de color verde, forma elíptica, sin pelos presentes, tienen dientes finos en el margen. Flor blanca, que tiene un tiempo de floración que comienza a partir del 15 de abril con el 10% de floración, para el 19 de abril tiene una floración completa (80%), y para el 1 de mayo tiene un 90% de caída de pétalos.
'Coe's Golden Drop' tiene una talla de tamaño mediano a grande de forma elíptico alargada, con cuello muy ligero y corto en la zona peduncular, asimétrica, con un lado generalmente bastante más desarrollado que el otro, sutura línea transparente de color indefinido, bien visible, en depresión ligera en toda su longitud excepto casi superficial junto a cavidad peduncular, con peso promedio de 76.83 g; epidermis muy fuerte, muy adherida a la carne, pruina blanquecina, poco abundante, sin pubescencia, su piel de color amarillo verdoso o ámbar con estrías más verdosas partiendo de cavidad peduncular, sin chapa, con manchas rojizas o bronceadas no siempre constantes, punteado muy abundante, diminuto, blanquecino con aureola verdosa o inapreciable; pedúnculo largo o medio, fino, no se aprecia pubescencia, sin pubescencia, con una longitud promedio de 14.24 mm, con la cavidad del pedúnculo estrechísima, casi superficial, apenas rebajada en el lado de la sutura; pulpa de color amarillo verdoso o ámbar, exacto a la piel, transparente, textura semi firme, ligeramente crujiente, fibrosa, poco jugosa.
Hueso libre o con ligera adherencia en caras laterales, tamaño medio, elíptico alargado, apuntado
hacia el polo peduncular, surco dorsal muy marcado, los laterales poco marcados, en una cresta
ligeramente prominente, con ramificaciones muy marcadas en el tercio pistilar, superficie semi lisa, orificios pequeños pero bien marcados en el costado dorsal.
Su tiempo de recogida de cosecha se inicia en su maduración en la tercera decena de septiembre.

## Progenie
- La variedad de ciruela 'Coe's Golden Drop', es el "Parental Padre" como donante de polen, de la nueva variedad de ciruela: 'Delicious'.

## Usos
Se usa comúnmente como postre fresco de mesa buena ciruela de postre de fines de verano, también de usos culinarios.